# Moe, Victoria
Moe (engelska: Yallourn) är en ort i Australien. Den ligger i kommunen Latrobe och delstaten Victoria, omkring 120 kilometer öster om delstatshuvudstaden Melbourne.
Moe är det största samhället i trakten. 
I omgivningarna runt Moe växer i huvudsak städsegrön lövskog. Runt Moe är det ganska tätbefolkat, med 70 invånare per kvadratkilometer. Genomsnittlig årsnederbörd är 1 343 millimeter. Den regnigaste månaden är juni, med i genomsnitt 189 mm nederbörd, och den torraste är januari, med 59 mm nederbörd.